# Martin Preiss
Martin Preiss (* 14. června 1973 Praha) je český herec a moderátor, syn herců Viktora a Jany Preissových.

## Život
Herectví vystudoval na pražské DAMU (absolutorium 1996). Již během studia hostoval v Národním divadle, kde účinkoval např. v inscenacích Radúz a Mahulena (1993) a Měsíc pro Smolaře (premiéra 1994), příležitostně se objevil též v několika menších televizních rolích. Do svého prvního angažmá nastoupil v plzeňském Divadle Josefa Kajetána Tyla (1996–1998), v letech 1998–2004 byl členem činohry Národního divadla. Souběžně spolupracoval s dabingem, popularitu širší veřejnosti získal jako moderátor soutěžního pořadu TV Nova Chcete být milionářem? (2003–2004) a úspěšný televizní seriálový herec.
Je podruhé ženatý, jeho současnou manželkou je herečka Martina Preissová. Má tři děti. Žije střídavě v Praze a Jemnici.

## Audioknihy
- audiokniha Císařovy nové šaty a další pohádky, audiokniha vyšla pro projekt Noc s Andersenem 2017, vydala Audiotéka
- audiokniha La Loba, načetl Martin Preiss, duben 2017, vydala Audiotéka
- audiokniha Řecký poklad, vydala Audiotéka. Audiokniha vznikla v edici Mistři slova
- audiokniha Kniha Vzpomínek (Rowan Coleman), vydala Audiotéka 2017
- audiokniha Lži, vydala Audiotéka 2018
- audiokniha Udělej si ráj, vydala Audiotéka, 2020